# Тайна Эммануэль
«Тайна Эммануэль» (фр. Le secret d'Emmanuelle) — телефильм 1993 года. Экранизация произведения, автор которого — Эммануэль Арсан.

## Сюжет
В больницу была доставлена молодая женщина, попавшая в автомобильную аварию. У неё не было никаких внешних повреждений, внутренних кровотечений, никаких физических дефектов или изъянов, которые могли бы стать причиной заболевания, но она в глубокой коме. Поскольку у пострадавшей отсутствовали документы, врач задался вопросом: «Кто она?» Этот сон Эммануэль увидела в салоне авиалайнера, когда летела в Юго-Восточную Азию, Она решила ответить на вопрос «Кто вы, Эммануэль?»